# Gobierno de Carlos Eugenio Restrepo
El Gobierno de Carlos Eugenio Restrepo se dio entre el 7 de agosto de 1910 y el 7 de agosto de 1914 en Colombia. Fue el único presidente de la coalición de la Unión Republicana (unión de sectores de liberales y conservadores), fue parte de la Hegemonía Conservadora entre 1886 y 1930.

## Llegada al poder
Las elecciones de 1910, fueron realizadas por la Asamblea Constituyente que se encontraba realizado reformas a la Constitución de 1886. Esta asamblea estaba compuesta por 45 diputados en representación de las 15 circunscripciones existentes. Las elecciones se realizaron con 43 diputados que eligieron entre los candidatos formados en el conservatismo: Carlos E. Restrepo, por la Unión Republicana; José Vicente Concha por el Partido Conservador y Guillermo Quintero Calderón, que ya había ocupado la jefatura del Estado en 1895 como presidente encargado. El resultado de las elecciones fue el ganador Restrepo con 23 votos, Concha con 18 votos y Quintero con 2. 
Restrepo asumió la presidencia el 7 de agosto de 1910. El día de su posesión, el expresidente González, lo amenazó con darle un golpe de Estado si no le otorgaba participación en el gabinete, a lo que Restrepo se opuso, pues siendo conservador buscaba la unidad nacional.

## Gabinete ministerial
| Ministerio                        | Imagen | Nombre                       | Partido             | Inicio | Final |
| --------------------------------- | ------ | ---------------------------- | ------------------- | ------ | ----- |
| Ministro de Gobierno              |        | Luis Felipe Campo            |                     | 1910   | 1910  |
| Ministro de Gobierno              |        | Jorge Roa                    |                     | 1910   | 1911  |
| Ministro de Gobierno              |        | Pedro María Carreño          | Partido Conservador | 1911   | 1913  |
| Ministro de Gobierno              |        | Clodomiro Ramírez            | Partido Conservador | 1913   | 1914  |
| Ministro de Relaciones Exteriores |        | Enrique Olaya Herrera        | Partido Liberal     | 1910   | 1911  |
| Ministro de Relaciones Exteriores |        | José María González Valencia | Partido Conservador | 1911   | 1912  |
| Ministro de Relaciones Exteriores |        | Francisco José Urrutia       | Partido Conservador | 1912   | 1914  |
| Ministro de Hacienda              |        | Tomás O. Eastman             | Partido Liberal     | 1910   | 1911  |
| Ministro de Hacienda              |        | Francisco Restrepo Plata     |                     | 1911   | 1914  |
| Ministro de Hacienda              |        | José A. Llorente             |                     | 1914   | 1914  |
| Ministro del Tesoro               |        | Jeronimo Martínez            |                     | 1910   | 1911  |
| Ministro del Tesoro               |        | Tomás O. Eastman             | Partido Liberal     | 1911   | 1912  |
| Ministro del Tesoro               |        | Carlos N. Rosales            |                     | 1912   | 1914  |
| Ministro de Guerra                |        | Gral. Mariano Ospina Vázquez |                     | 1910   | 1911  |
| Ministro de Guerra                |        | Gral. José Manuel Arango     | Partido Conservador | 1911   | 1914  |
| Ministro de Instrucción           |        | Manuel Ospina Vázquez        |                     | 1910   | 1910  |
| Ministro de Instrucción           |        | Pedro María Carreño          | Partido Conservador | 1910   | 1911  |
| Ministro de Instrucción           |        | Jose María González Valencia | Partido Conservador | 1911   | 1911  |
| Ministro de Instrucción           |        | Marco Fidel Suárez           | Partido Conservador | 1911   | 1912  |
| Ministro de Instrucción           |        | Carlos Cuervo Marquéz        | Partido Conservador | 1912   | 1914  |
| Ministro de Obras Públicas        |        | Eloy Pareja                  |                     | 1910   | 1910  |
| Ministro de Obras Públicas        |        | Celso Rodríguez D.           | 1910                | 1911   |       |
| Ministro de Obras Públicas        |        | Simon Araujo                 |                     | 1911   | 1914  |

## Política interna

### Ley electoral
Durante su mandato se abolió la pena de muerte, se prohibió el voto para los militares y policías y se estableció la reunión anual del Congreso. Sin embargo, el quitarle el voto a los miembros de las Fuerzas Militares pero sólo fue un "paño de agua tibia" que el Congreso le dio a Restrepo, pues este en realidad buscaba una reforma al sistema electoral que lograra "purificar el sufragio", impedir el fraude y la proporcionalidad entre los partidos. También reemplazó el reclutamiento forzoso por el servicio militar obligatorio, con algunas exenciones que aún se mantienen.

### Reformas constitucionales
Incentivó varias reformas en diversidad de asuntos. Promovió una reforma al Consejo de Estado que fue creado por Simón Bolívar en 1819, creó la comisión bipartidista de asesoría en relaciones exteriores, ordenó la compilación de todas las leyes desde 1821 y la remodelación del Capitolio Nacional, sede del Congreso de Colombia en la actualidad, que fue terminado en 1926. También se instituyó por primera vez una pensión de jubilación vitalicia para los maestros de escuela.
Modernizó el ejército nacional a los estándares de la época, pese a que no involucró al país en ningún conflicto militar, salvo el problema fronterizo con Perú.

Organización territorial de Colombia en 1912.

### Creación de intendencias
A nivel territorial se creó la Intendencia de San Andrés y Providencia y la Comisaría del Vaupés, la Comisaría de Arauca, la Comisaría del Caquetá, la Comisaría de Juradó, la Comisaría de La Guajira, la Comisaría del Putumayo y la Comisaría de Urabá.
Se construyeron hospitales en los litorales para combatir enfermedades tropicales, en especial contra la lepra y la Anquilostomiasis o fiebre tropical.

### Obras públicas
En este gobierno se construyeron varios ferrocarriles, entre los que se destacan el Ferrocarril de Nariño y el Ferrocarril de Medellín, y reconstruyó también los ferrocarriles del Pacífico y de Girardot. Por medio de un decreto de 1914, le adjudicó al Ministerio de Obras Públicas la vigilancia y explotación del Ferrocarril de la Sabana. También inició la construcción de vías que permitieran el acceso a la región selvática del Amazonas.

## Economía
Al asumir la presidencia encontró las finanzas en mala situación pues había un déficit fiscal de aproximadamente cuatro millones de pesos. Para contrarrestarlo, aumentó la recaudación de impuestos y redujo los gastos públicos. Como parte de su programa de crecimiento económico también impulsó las industrias manufacturera y de extracción de hidrocarburos.
Otros logros económicos incluyen el haber pagado una parte significativa de la deuda externa, pagando una buena parte de los mismos, haber duplicado las exportaciones, incluyendo las del café (que se convirtió en producto insignia y principal fuente de divisas para la nación), prohibir nuevas emisiones de papel moneda y el regreso al sistema del oro y la plata. Su gobierno también luchó contra el contrabando, problema que afectaba la economía interna.

## Relaciones exteriores

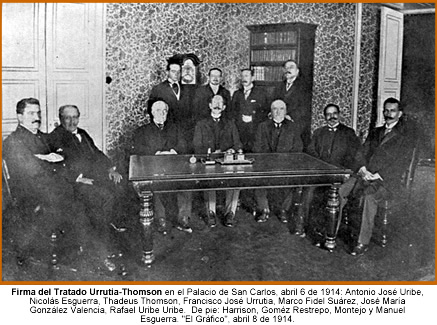
Firma del tratado Urrutia-Thomson en el Palacio de San Carlos, abril 6 de 1914: Antonio José Uribe, Nicolás Esguerra, Thadeus A. Thomson, Francisco José Urrutia, Marco Fidel Suárez, José Maria González Valencia, Rafael Uribe Uribe. De pie: Harrison, Gómez Restrepo, Montejo y Manuel Esguerra. "El Gráfico", abril 8 de 1914.

### Tratado Urrutia-Thomson
El 6 de abril de 1914, se dio la firma con Estados Unidos del Tratado Thomson-Urrutia que indemnizaba a Colombia por la pérdida de Panamá con veinticinco millones de dólares y libre paso por el Canal para las naves colombianas. El dinero comenzó a depositarse en las cuentas colombianas a principios de los años 20. También, con ese tratado, Colombia reestableció sus relaciones diplomáticas con Estados Unidos.

### Enfrentamientos con Perú
Restrepo se vio criticado por una escaramuza expansionista desde Caquetá hacia el Perú conocida como Conflicto de La Pedrera entre el 10 y el 11 de junio de 1911, con altos costos en vidas humanas y ningún beneficio para el país, ya que hubo un gasto excesivo de recursos y sus tropas fueron diezmadas por enfermedades tropicales como la malaria y el paludismo. Los historiadores de ambos países han intentado esconder el conflicto pero actualmente los registros están resurgiendo, confirmando la existencia del conflicto. Una consecuencia del suceso fue la guerra colombo-peruana de 1933.

## Sociedad

### Conmemoración del grito de independencia
A pocos días de su posesión como presidente, Restrepo verificó la emisión de postales en conmemoración del centenario del Grito de Independencia del 20 de julio de 1810. La emisión de los sellos se encargó a la empresa American Note Bank Co. de Nueva York. Se emitieron casi 3 millones de sellos con figuras de Simón Bolívar, Antonio Nariño, Camilo Torres, Policarpa Salavarrieta, y otros ilustres personajes de la época o relacionados posteriormente con la independencia.

## Controversias

### Relación con la Iglesia Católica
En lo político sostuvo una lucha permanente con el clero para mantener a raya las injerencias de la iglesia, que prácticamente cogobernó al país durante los años de la Hegemonía Conservadora. El presidente defendió a ultranza la libertad de cultos, la libertad de prensa y de expresión. Esas posturas lo llevaron a ser blanco de los ataques de los partidos tradicionales, que estaban conspirando desde el inicio de su gobierno para obligarlo a renunciar.

### Censura
Se ganó el apodo de Monsieur Veto pues en repetidas ocasiones vetó leyes que no consideró beneficiosas para el país.